# Cryptopylos
Cryptopylos es un género monotípico de orquídeas epífitas con una única especie: Cryptopylos clausus (J.J.Sm.) Garay. Es originario de Indochina hasta Sumatra.

## Descripción
Es una orquídea de pequeño tamaño, que prefiere clima cálido, es epífita con un tallo corto de color verde pálido, con hojas oblicuamente oblongas, estrechándose hacia el ápice que es  oblicuamente bidentado. Florece en una inflorescencia laxa y colgante de 13 a 14 cm de largo, con hasta 10 flores de 3 cm de largo  con brácteas florales basales triangulares y obtusas. La floración se produce en la primavera y el verano.

## Taxonomía
Cryptopylos clausus fue descrita por (J.J.Sm.) Garay y publicado en Botanical Museum Leaflets 23(4): 177. 1972.
Sinónimos
- Sarcochilus clausus J.J.Sm., Bull. Jard. Bot. Buitenzorg, III, 5: 93 (1922). basónimo
- Pteroceras clausum (J.J.Sm.) Seidenf. & Smitinand, Orch. Thail. (Prelim. List): 532 (1963).
- Sarcochilus pierrei Guillaumin, Bull. Soc. Bot. France 77: 327 (1930).[1]